# Collectifs des jeunes communistes
 (janvier 2018).
Si vous disposez d'ouvrages ou d'articles de référence ou si vous connaissez des sites web de qualité traitant du thème abordé ici, merci de compléter l'article en donnant les références utiles à sa vérifiabilité et en les liant à la section « Notes et références ».
Pour les articles homonymes, voir CJC.
Les collectifs des jeunes communistes (en espagnol : Colectivos de Jóvenes Comunistas, CJC) sont une organisation de jeunesse marxiste-léniniste espagnole liée au Parti communiste des travailleurs d'Espagne (en) (PCTE). L'organisation est fondée le 13 janvier 1985 à l'initiative du PCPE, nouvellement fondé.
Son organe d'expression est Encre rouge (Tinta Roja en espagnol), qui est édité à partir de 2007.
En certaines occasions, le nom de l'organisation change pour s'adapter à la langue nationale du territoire : par exemple, en Catalogne, le nom retenu est CJC-Jeunes Communistes du peuple catalan (CJC-JCPC) (en catalan : Joves Comunistes del Poble Català), et dans le Pays basque, l'appellation est CJC-Gazte Komunistes Kolektiboak (CJC-GKK).
Aujourd'hui, les CJC ont une présence stable dans la plupart des territoires de l'État espagnol, et depuis leur VIe Congrès de 2005, ils se développent de façon intensive. Ils participent à la Fédération mondiale de la jeunesse démocratique, ainsi qu'à d'autres réunions internationales.
Ils ont des activités annuelles importantes diverses, telles que l'École de formation centrale Trifón Medrano, ou la brigade de solidarité à Cuba Antonio Gades.